# Långtjärnen (Degerfors socken, Västerbotten, 712536-166482)
Långtjärnen är en sjö i Vindelns kommun i Västerbotten och ingår i Umeälvens huvudavrinningsområde. Långtjärnen ligger i Åtmyrberget Natura 2000-område.